# Joué-du-Plain
Joué-du-Plain (jwe.dy.plɛ̃ⓘ) es una población y comuna francesa, situada en la región de Baja Normandía, departamento de Orne, en el distrito de Argentan y cantón de Écouché.

## Demografía
| 247 | 226 | 200 | 201 | 182 | 203 |
| Para los censos de 1962 a 1999 la población legal corresponde a la población sin duplicidades (Fuente: INSEE [Consultar]) |     |     |     |     |     |